# Solenostoma sanguinolenthum
Solenostoma sanguinolenthum là một loài rêu tản trong họ Jungermanniaceae. Loài này được (Griff.) Stephani miêu tả khoa học lần đầu tiên năm 1901.